# 新街場站
新街場站位於吉隆坡新街場，是吉隆坡安邦线和大城堡线的其中一个高架轻快铁车站。本站属于安邦线第二阶段线路，于1998年7月11日开始运营。馬來西亞國家基建公司亦宣布布城線會經過本站，于2023年3月16日正式运营，因此本站为大城堡线和布城线的换乘站，私人公司也計畫配合新发展项目而在1 芙蓉线新设站，名为吉隆坡马驹城站（Maju KL）。

## 车站概要
本站属于4 大城堡线高架车站，于1998年7月11日开始运营。

### 车站结构
| 二楼 | 侧式站台                                                                             | 侧式站台                         | 侧式站台 |
| 二楼 | 1号站台：4 大城堡线4往 AG1 SP1 冼都東 或 SP11 AG11 陳秀連站轉乘可到達 AG18 安邦站(→) |                                  |          |
| 二楼 | 2号站台：4 大城堡线4往 SP31 布特拉高原 (←)                                           |                                  |          |
| 二楼 | 侧式站台                                                                             |                                  |          |
| 一楼 | 车站大厅                                                                             | 验票闸门、自动售票机、车站控制台 |          |
| 地面 | 街道                                                                                 | 巴士站、计程车站、7-11便利商店   |          |